# 安山インターチェンジ
安山インターチェンジ（アンサンインターチェンジ）は大韓民国京畿道安山市常緑区にある嶺東高速道路のインターチェンジ。

## 隣
嶺東高速道路
(4) 西安山IC - 安山SA - (5) 安山IC - (6) 安山JCT